# Museum van de Keizerlijke Steenoven
Het Museum van de Keizerlijke Steenoven is een museum in het Chinese Suzhou. Het museum werd geopend in 2016 en werd ontworpen door Pritzker-prijswinnaar Liu Jiakun. Het museum belicht de productie van bakstenen in de keizerlijke baksteenoven.